# Pobratim
Pobratim je bila tajna narodnoosvobodilna organizacija slovenske politične sredine med 2. svetovno vojno. 
Tajno organizacijo je 1. junija 1941 ustanovil Anton Krošl. Predstavljala je tretjo »srednjo narodno politično smer«, ki je bila nadstrankarska, strogo legalistična in nacionalistična. Pobratim je podpiral mednarodno priznano kraljevo jugoslovansko vlado ter zahodne zavezniške sile. V odnosu do Sovjetske zveze je bila izražena dvojnost, spoštovanje sovjetskega boja proti okupatorjem ter hkrati nasprotovanje komunističnemu internacionalizmu in Kominterni. Organizacija je delovala proti italijanskim in nemškim okupacijskim silam. Ni pa se priključila partizanom. Pobratim je deloval predvsem na propagandnem in obveščevalnem področju, imel je lastno obveščevalno službo.
Izdajal je medvojni tajni glasili Pobratim in Vir.
Pobratim je imel izoblikovan slovenski nacionalni program. Zavzemal se je za Veliko Slovenijo v okviru Velike Jugoslavije. Slovenija naj bi se ozemeljsko povečala v smeri zahoda, kjer bi dobila izhod na morje, in severa. Razširila bi se do meje: Jadran-Avša-Ter-Tilment-Karnijske Alpe-Toblaško polje-Ture-Čamernik-Blatno jezero-zveza s Hrvati do Jadrana.
Iz Pobratima je leta 1943 nastala Narodna legija, katere ustanovitelj in vodja je bil tudi Anton Krošl. 